# Вивье (Мозель)
Вивье́ (фр. Viviers) — коммуна во французском департаменте Мозель региона Лотарингия. Относится к  кантону Дельм.	

## География
Вивье расположен в 32 км к юго-востоку от Меца. Соседние коммуны: Превокур на севере, Фремери и Орон на северо-востоке, Ланёввиль-ан-Сольнуа и Орьокур на юге, Донжё на юго-западе, Дельм на западе, Тенкри на северо-западе.

## История
- Зависимая коммуна бывшей провинции Бар.
- Сеньорат графства де Сальм, баронов де Вивье с XIII по XVI века.
- Замок Вивье был разрушен в 1642 году по приказу Ришельё.
- Коммуна подверглась сильным разрушениям в 1944 году во время Второй мировой войны.

## Демография
По переписи 2008 года в коммуне проживало 102 человека.	

## Достопримечательности
- Следы галло-романской культуры.
- Развалины замка де Вивье XII века.
- Церковь Нотр-Дам XVIII века.